# Mayumba flygplats
Mayumba flygplats är en flygplats vid orten Mayumba i Gabon. Den ligger i provinsen Nyanga, i den södra delen av landet, 400 km söder om huvudstaden Libreville. Mayumba ligger 4 meter över havet. IATA-koden är MYB och ICAO-koden FOOY. Den återinvigdes 2016 efter att ha varit stängd sedan 2009, men stängdes på nytt 2021.